# Dude, What Would Happen
Dude, What Would Happen (¿Qué pasaría? en Hispanoamérica) es un reality en vivo originario de Estados Unidos. Está programado de 9 a 17 años. El show fue estrenado en Estados Unidos el 19 de agosto de 2009. Es presentado por tres adolescentes (C.J. Manigo, Jackson Rogow y Ali Sepasyar) que se preguntan ¿qué pasaría? si algún acontecimiento salvaje, esquema, o algún experimento fuera a ocurrir.
El show fue realizado por la empresa de Cartoon Network Studios y fue producido por Cameron Dieterich y Mark D'Anna. En Estados Unidos, su último episodio fue emitido el 21 de septiembre de 2011 y actualmente se encuentra removido de la programación de Cartoon Network. En América Latina el show se estrenó el 1 de septiembre de 2012, un año después de su finalización en Estados Unidos.
Este es uno de los shows de Cartoon Network que no son dibujos animados.

## Doblaje
| Personaje | Actor de doblaje (Latinoamérica) |
| --------- | -------------------------------- |
| Jackson   | Alejandro Orozco                 |
| Ali       | Miguel Ángel Leal                |
| C.J.      | Luis Fernando Orozco             |
| Insertos  | Héctor Emmanuel Gómez            |

## Episodios
- En Latinoamérica solo se ha emitido la segunda temporada.

| Temporada | Temporada | Episodios | Estados Unidos       | Estados Unidos           | Latinoamérica        | Latinoamérica           |
| Temporada | Temporada | Episodios | Comienzo             | Final                    | Comienzo             | Final                   |
| --------- | --------- | --------- | -------------------- | ------------------------ | -------------------- | ----------------------- |
|           | 1         | 18        | 19 de agosto de 2009 | 9 de junio de 2010       | 24 de agosto de 2012 | 21 de diciembre de 2012 |
|           | 2         | 8         | 6 de octubre de 2010 | 1 de diciembre de 2010   | 15 de marzo de 2013  | 3 de mayo de 2013       |
|           | 3         | 11        | 15 de junio de 2011  | 21 de septiembre de 2011 | 26 de julio de 2013  | 4 de octubre de 2013    |

### Temporada 1: 2009-2010
| # (serie) | # (temp.) | Título original                                                      | Estreno en Estados Unidos | Estreno en Hispanoamérica |
| --------- | --------- | -------------------------------------------------------------------- | ------------------------- | ------------------------- |
| 1         | 1         | «Underwater Roll/Defying Gravity/Pirates vs. Vikings»                | 19 de agosto de 2009      | 24 de agosto de 2012      |
| 2         | 2         | «Remote-Controlled Objects/Fire vs. Ice/Pizza Delivery Improvements» | 26 de agosto de 2009      | 31 de agosto de 2012      |
| 3         | 3         | «Zits/Water Walk/Like vs. Like»                                      | 2 de septiembre de 2009   | 7 de septiembre de 2012   |
| 4         | 4         | «Dodgeball/Loudest Fart/Cartoons»                                    | 9 de septiembre de 2009   | 14 de septiembre de 2012  |
| 5         | 5         | «New Brakes/Water Sports Without Water/Superheroes»                  | 16 de septiembre de 2009  | 21 de septiembre de 2012  |
| 6         | 6         | «Wind Power/Popcorn/Superpowers»                                     | 23 de septiembre de 2009  | 28 de septiembre de 2012  |
| 7         | 7         | «Revenge of the Pigs/Peanut Butter/Spy Dudes»                        | 24 de febrero de 2010     | 5 de octubre de 2012      |
| 8         | 8         | «Pimp My Hide/Car vs. Boat/Animal Snacks»                            | 3 de marzo de 2010        | 12 de octubre de 2012     |
| 9         | 9         | «Speeding Up School/Piñatas/Vampires»                                | 10 de marzo de 2010       | 19 de octubre de 2012     |
| 10        | 10        | «Party Games/Superhero Rescues/Basketball»                           | 17 de marzo de 2010       | 26 de octubre de 2012     |
| 11        | 11        | «Airplane Challenge/Ninja Slicing/Backyard Battle»                   | 31 de marzo de 2010       | 2 de noviembre de 2012    |
| 12        | 12        | «Lunchroom/Celebrations/Monster Movies»                              | 7 de abril de 2010        | 9 de noviembre de 2012    |
| 13        | 13        | «Human Arcade Games/School/Nature»                                   | 19 de mayo de 2010        | 16 de noviembre de 2012   |
| 14        | 14        | «Balls/3D Classes/Cartoon Rivalries»                                 | 26 de mayo de 2010        | 23 de noviembre de 2012   |
| 15        | 15        | «Fly Ourselves/Velcro/Camp Anywhere»                                 | 1 de junio de 2010        | 30 de noviembre de 2012   |
| 16        | 16        | «Texting/Word Combos/Prom»                                           | 2 de junio de 2010        | 7 de diciembre de 2012    |
| 17        | 17        | «Toilets/Dunks/Bungee»                                               | 8 de junio de 2010        | 14 de diciembre de 2012   |
| 18        | 18        | «Mobile Sports/Jobs/Mail»                                            | 9 de junio de 2010        | 21 de diciembre de 2012   |

### Temporada 2: 2010
| # (serie) | # (temp.) | Título original                                                    | Estreno en Estados Unidos | Estreno en Hispanoamérica |
| --------- | --------- | ------------------------------------------------------------------ | ------------------------- | ------------------------- |
| 19        | 1         | «Marble Surfing/Ultimate Entrance/Skewering»                       | 6 de octubre de 2010      | 15 de marzo de 2013       |
| 20        | 2         | «Crash Test Dummies/Space Dance Battle/Extreme Tetherball»         | 13 de octubre de 2010     | 22 de marzo de 2013       |
| 21        | 3         | «Bull in a China Shop/Rock and a Hard Place/Samurái Knight Battle» | 20 de octubre de 2010     | 29 de marzo de 2013       |
| 22        | 4         | «Car Wash Laundry/Sumo Tug of War/Werewolf Vampire Battle»         | 27 de octubre de 2010     | 5 de abril de 2013        |
| 23        | 5         | «Sky Dunk/Drift Car/Party Plane»                                   | 3 de noviembre de 2010    | 12 de abril de 2013       |
| 24        | 6         | «Summer Winter Olympics/Aqua Power Rescue/Ice Cream Cannonball»    | 10 de noviembre de 2010   | 19 de abril de 2013       |
| 25        | 7         | «Paintball Artists/Safe Explosión/Trailer Destruction»             | 17 de noviembre de 2010   | 26 de abril de 2013       |
| 26        | 8         | «Night Sports/Mall Battle/Reverse Race»                            | 1 de diciembre de 2010    | 3 de mayo de 2013         |

### Temporada 3: 2011
| # (serie) | # (temp.) | Título original                                                  | Estreno en Estados Unidos | Estreno en Hispanoamérica |
| --------- | --------- | ---------------------------------------------------------------- | ------------------------- | ------------------------- |
| 27        | 1         | «Camp Anywhere/Bounce the Un-bouncable/Pierce with An Arrow»     | 15 de junio de 2011       | 26 de julio de 2013       |
| 28        | 2         | «Sticky Power Bubble Gum/Test of Force/Battled Velcro»           | 22 de junio de 2011       | 2 de agosto de 2013       |
| 29        | 3         | «Hardcore Games/Feathers/Hard Candy»                             | 29 de junio de 2011       | 9 de agosto de 2013       |
| 30        | 4         | «Sticky Bubble Gum/Spitballs to the Next Level/Famous Sayings»   | 20 de julio de 2011       | 16 de agosto de 2013      |
| 31        | 5         | «Squish the Unsquishable/Cartoon Stunts/Shrink Ourselves»        | 27 de julio de 2011       | 23 de agosto de 2013      |
| 32        | 6         | «Animal Snacks/Pop a Giant Zit/Rodeo a Slug and a Pig»           | 3 de agosto de 2011       | 30 de agosto de 2013      |
| 33        | 7         | «Bounce A Bike/Ram-Off/Best of Dude»                             | 10 de agosto de 2011      | 6 de septiembre de 2013   |
| 34        | 8         | «Catapult to Sun Tan Lotion/Water Power/Werewolves vs. Vampires» | 17 de agosto de 2011      | 13 de septiembre de 2013  |
| 35        | 9         | «Ultimate Splash/Strength of Paper/Airbags»                      | 24 de agosto de 2011      | 20 de septiembre de 2013  |
| 36        | 10        | «Best of Dude/Open a Door With a Catapult/Rodeo a Dragon»        | 31 de agosto de 2011      | 27 de septiembre de 2013  |
| 37        | 11        | «Scarecrow and Snowman War/Dunking Tournament/Ninja Styles»      | 21 de septiembre de 2011  | 4 de octubre de 2013      |

- Datos: Q5311683